# Oberlandesgericht Potsdam
Das Oberlandesgericht Potsdam war ein deutsches Oberlandesgericht für die Provinz bzw. das Land Brandenburg von 1945 bis 1952.

## Geschichte
1945 wurde der Teil Deutschlands östlich der Oder-Neiße-Grenze unter polnische Verwaltung gestellt. Dies betraf auch Teile Brandenburgs. Entsprechend gingen auch Teile der Gerichtsbezirke der Landgerichte Prenzlau, Frankfurt (Oder) und Guben und nahezu das ganze Landgericht Landsberg a.W. auf Polen über. Gleichzeitig konnte das Kammergericht seine Rolle als Oberlandesgericht nicht mehr wahrnehmen, da Berlin mit seinem Vier-Mächte-Status nicht Teil der SBZ war. Daher war es notwendig, die Gerichtsorganisation für die Provinz Brandenburg neu zu ordnen.
Im September 1945 ordnete die Provinzialverwaltung daher die Bildung von fünf Landgerichten (Potsdam, Neuruppin, Prenzlau, Frankfurt (Oder) und Cottbus) an. Dieser Plan wurde nicht umgesetzt. Aufgrund seiner Grenzlage entfiel das Landgericht Frankfurt (Oder) und anstelle des Landgerichtes Prenzlau wurde das Landgericht Eberswalde eingerichtet. Als Oberlandesgericht entstand zum 1. September 1945 das Oberlandesgericht Potsdam. Provisorischer Gerichtspräsident wurde Walther Hoeniger, im August 1946 wurde Martin Löwenthal zum ersten ordentlichen Oberlandesgerichtspräsidenten ernannt.
Im Jahr 1951 wurden die Gerichtsbezirksgrenzen der Land- und Amtsgerichte an die neuen Landkreisgrenzen angepasst. Das Landgericht Frankfurt (Oder) wurde damit neu gebildet.
In der DDR wurden 1952 die Oberlandesgerichte und damit auch das Oberlandesgericht Potsdam aufgehoben und Bezirksgerichte gebildet. In Brandenburg waren das die Bezirksgerichte Cottbus, Potsdam und Frankfurt (Oder).
Nach der Wende wurden die Oberlandesgerichte wieder eingerichtet. Das Brandenburgische Oberlandesgericht erhielt jedoch seinen Sitz in Brandenburg an der Havel.